# 广弘明集
《廣弘明集》，三十卷，唐代道宣撰。

## 簡述
《廣弘明集》是在內容上接續僧祐的著作《弘明集》的書籍，各篇内容分十篇：一、歸正，二、辯惑，三、佛德，四、法義，五、僧行，六、慈惻，七、戒功，八、啟福，九、悔罪，十、統歸。道宣在統歸第十篇序表示“弘护法纲而开明有识”。萬曆十四年丙戌有吳惟明刻本。

## 學術界觀點
歷史學家李養正在其作品《佛道交涉史論要》中聲稱《廣弘明集》的內容有不少不符史實之處，例如他舉出了不少理據去證明《廣弘明集》所提及的佛敎徒於漢明帝在位時期在鬥法過程中大敗道敎徒一説的相關故事是被杜撰出來的。
宗教史學家劉玲娣聲稱《廣弘明集》的作者在該作品中引用了佛教不少典籍的內容來試圖證明所謂的三圣東行説是正確的以批駁道教信奉者所宣揚的老子化胡説，三圣東行説聲稱儒童菩萨、迦叶菩萨及光净菩萨分別投胎為孔丘、老聃及顏回三人以教化中華人，劉玲娣聲稱這些典籍是偽典。

## 外部連結
- 广弘明集 (廣弘明集) guǎng hóng míng jí

- CBETA電子佛典集成 eBook T52n2103 廣弘明集